# 1076 Viola
Viola (asteróide 1076) é um asteróide da cintura principal com um diâmetro de 22,63 quilómetros, a 2,1208908 UA. Possui uma excentricidade de 0,1434853 e um período orbital de 1 423,21 dias (3,9 anos).
Viola tem uma velocidade orbital média de 18,92783795 km/s e uma inclinação de 3,31624º.
Esse asteróide foi descoberto em 5 de Outubro de 1926 por Karl Reinmuth.